# Bahía Rey Haakon

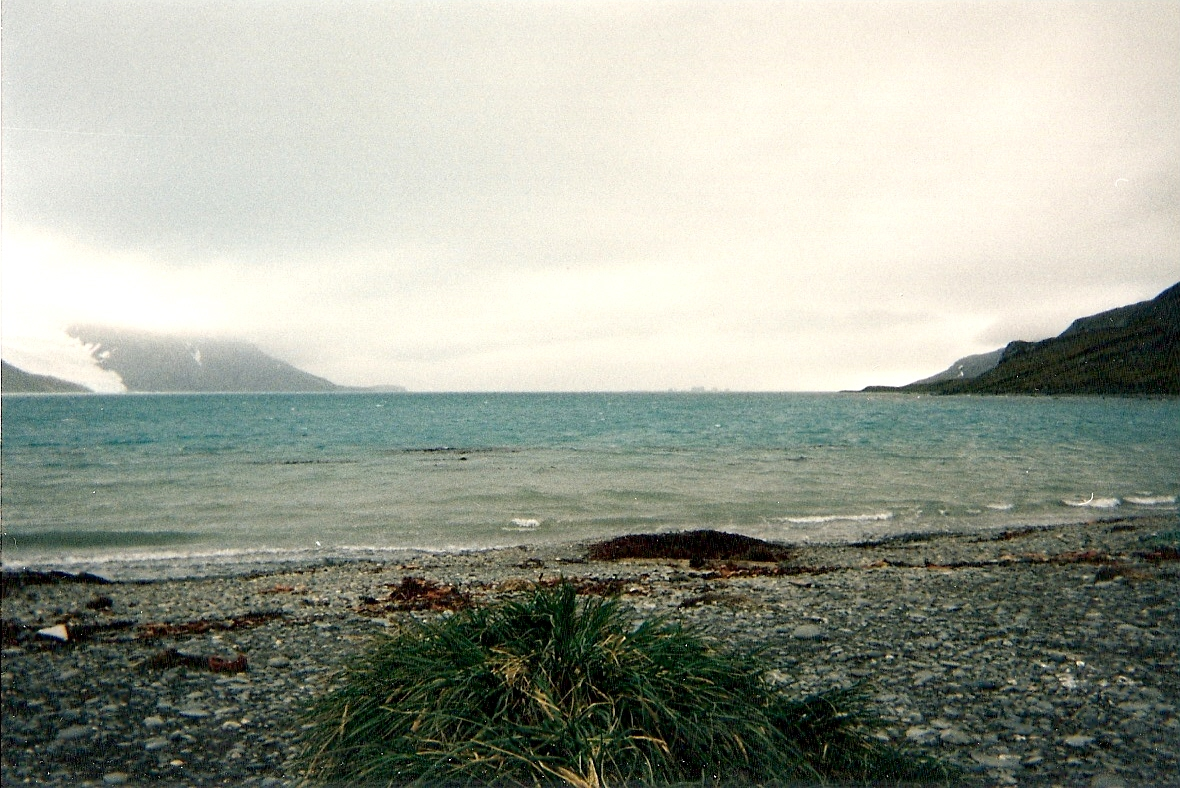
Vista

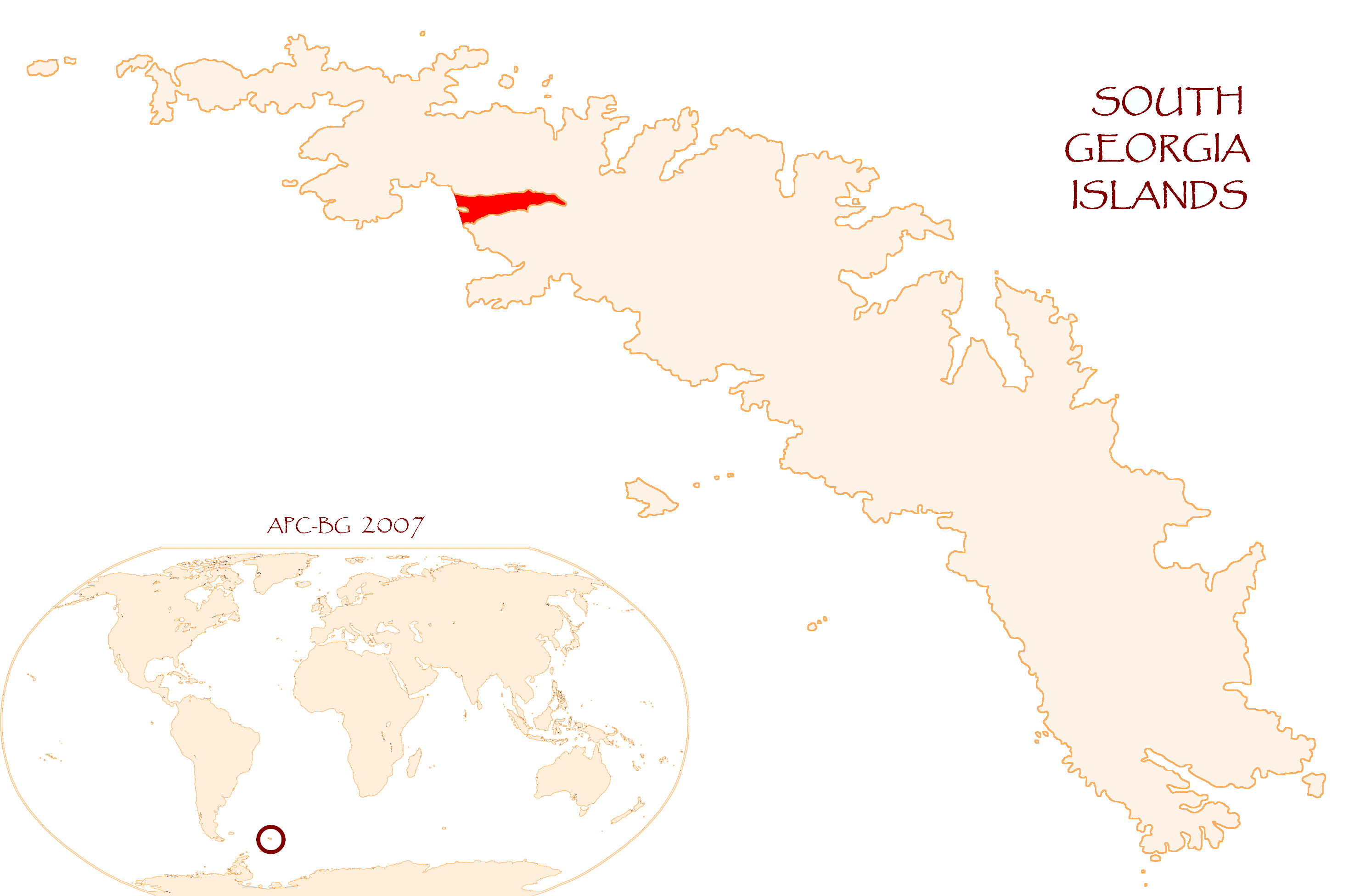
Localización

La bahía Rey Haakon o Puerto Robinson (según la toponimia argentina) (en inglés: King Haakon Bay o King Haakon Sound) (54°09′S 37°19′O / -54.150, -37.317) es una ensenada en la costa sur de la isla San Pedro del archipiélago de las islas Georgias del Sur. Posee aproximadamente 13 kilómetros de largo y 4 kilómetros de ancho.
La entrada fue nombrado por el rey Haakon VII de Noruega por Carl Anton Larsen el fundador de Grytviken. La bahía Reina Maud, llamado así por su esposa, se encuentra cerca.
La ensenada de Cueva, que forma parte de la bahía, es más conocida como el lugar de llegada de Ernest Shackleton en mayo de 1916 mientras buscaba ayuda para sus náufragos abandonados en la Antártida con la Expedición Imperial Transantártica. También acamparon en el acantilado Peggotty en la bahía.